# ジョン・ノーマン (参事会員)
ジョン・ノーマン（英: John Norman、1657年 - 1724年5月10日）は、1714年から1715年までノリッジ市長を務めた実業家である（没後はオルダーマン・ノーマン（Alderman Norman）と呼ぶのが通例になっている）。しかし、より注目すべきなのは彼の遺言にある「最初の妻の家族の子孫に遺産を直接遺贈するのではなく信託を設けることにより恩恵に対して相当の財産を残す」という点にある。この信託が設立されたのは教育目的であるものの大部分は修正され、それは今もなお存在している。

## 若年期
1657年にジョン・ノーマンとアン・ノーマンの息子として生を受ける。生まれた日付は不明だが、同年4月20日にノリッジの聖ジャイルズ教会で洗礼を受けたとされる。ユグノー難民で絹織工をしていた祖父のロジャー・ノーマンが17世紀初頭にノリッジに来たという以外、彼の祖先については殆ど知られていない。

## 職歴
ノーマンはワーステッドの織物職人、農場主、地主やビール醸造業者など様々な職種を経験した。聖ペトロ・パルメンタゲート教会の教区委員、ノリッジの保安官（1705年 - 1706年）やノリッジ市長（1714年 - 1715年）などを歴任した（但しノーフォーク州長官と混同すべきではない）。任期中であった1715年5月2日に聖ペトロ・マンクロフト教会で行われた史上初となる教会の鐘の完全な鳴動が記録された現場に出向いた可能性が極めて高いとされる。

## 私生活
ノーマンは2度結婚している。最初の婚約者は1679年12月25日に結婚したヘムナール村のセント・マーガレット出身のアン・メイスであったが、彼女は夫の市長任期中に亡くなっている。再婚相手は1715年3月16日に結婚したマーシュ村のセント・メアリー出身のキャサリン・ブレルトンであるが、いずれの結婚生活においても子宝には恵まれなかった。
1724年にブラーマートンで没した彼は、暮らしていたオールド・キャトゥーンにあるセント・マーガレット教会に埋葬されている。教会内には彼を追悼する記念碑が建てられた。

## 栄誉
1721年から1723年にかけて書かれた遺言書で、ノーマンは教育信託のための対策を行うようにとの遺言を残している。遺言は彼の名を冠したオルダーマン・ノーマン財団を設立することに効果的な影響を与えた。財団はノーマンの家族や最初の妻の家族の子孫の教育に必要な資金を供給している。また財団はより広範囲な教育分野での慈善事業のための資金も提供している。1839年にカウゲートで開校した旧オルダーマン・ノーマン寄付基金学校は1934年に閉校している。
ノーマンの名前を冠した「オルダーマン・ノーマン1号」（1988年）と「オルダーマン・ノーマン2号」（2019年）という2隻の客船が建造されていて、いずれの客船も財団から建造資金が供給されている 。1988年に建造された客船は木材で造られた23フィートの客船であり、2019年に建造された客船もまた木材で造られた23フィート6インチの客船である（1591年製の客船ではない）。双方の客船ともにブローズ国立公園に展示されている伝統的なリードライター（収穫したヨシを運び出す船）をモデルにしている。
マイル・クロスにあるノーマン・センターは彼の死後に命名されている。